# Муромцево (Воскресенский район)
Му́ромцево — деревня в Воскресенском муниципальном районе Московской области. Входит в состав сельского поселения Фединское. Население — 31 чел. (2010).

## География
Деревня Муромцево расположена в юго-западной части Воскресенского района, примерно в 6 км к западу от города Воскресенска. Высота над уровнем моря 151 м. В 2 км к юго-западу от деревни протекает река Крупинка. В деревне 2 улицы — Солнечная и Цветочная. Ближайший населённый пункт — село Невское.

## История
Название связано с некалендарным личным именем Муромец.
Впервые о Муромцеве упоминается Коломенских писцовых книгах 1626—1629 годов, когда при описании границы земель, «тянувших» к селу Никитскому, упомянута пустошь Муромцева. Исходя из этих сведений, можно предположить, что деревня Муромцево уже существовала по меньшей мере к концу XVI века, но во время смутного времени или даже ранее была разорена и заброшена.
В первой половине XVII века пустошь Муромцева числилась в вотчине сначала за боярином Иваном Никитичем Романовым, дядей царя Михаила Фёдоровича, а затем за его сыном Никитой, который умер в 1655 году, после чего эта вотчина оказалась в ведении Дворцового ведомства.
В Российском государственном архиве древних актов в фонде Поместного приказа хранится «Дело о спорной пустоши Муромцево», из которого следует, что Н. М. Зотов, С. Б. Ловчиков и А. Л. Пятого тягались в суде за обладание пустошью Муромцево. Пустошь Муромцево присудили ратчинскому вотчиннику Антипу Ларионовичу Пятого. Чтобы закрепить пустошь за собой, он заселил её ратчинскими крестьянами. К 1693 году деревня Муромцева уже возрождена к жизни. По переписи 1705 года в ней числилось 7 крестьянских дворов и 32 человека мужского полу.
По переписи 1715 года владельцем сельца Ратчино и деревень Муромцево и «Гряцкая» являлся князь Матвей Петрович Гагарин, сибирский губернатор, который судя по всему приобрёл ратчинскую вотчину после смерти Антипа Пятого.
На протяжении XVIII-XIX веков Муромцево было небольшое селением. Поданным 1925 года, в деревне Муромцево, которая согласно административному делению того времени входила в Троице-Зотовский сельсовет Чаплыженской волости Бронницкого уезда Московской губернии, числилось 34 крестьянских хозяйства и 189 жителей.
С 1929 года — населённый пункт в составе Воскресенского района Коломенского округа Московской области, с 1930-го, в связи с упразднением округа, — в составе Воскресенского района Московской области.
До муниципальной реформы 2006 года Муромцево входило в состав Гостиловского сельского округа Воскресенского района.

## Население
В 1926 году в деревне проживало 144 человека (57 мужчин, 87 женщин), насчитывалось 29 крестьянских хозяйств. По переписи 2002 года — 10 человек (3 мужчины, 7 женщин).
| 1926 | 2002 | 2010 |
| ---- | ---- | ---- |
| 144  | ↘10  | ↗31  |